# Ботанічний сад Іркутського державного університету
Ботанічний сад Іркутського державного університету (рос. Ботанический сад Иркутского государственного университета) — ботанічний сад у місті Іркутськ (Російська Федерація).
Ботанічний сад є навчально-допоміжним підрозділом Іркутського державного університету і займає 27 гектарів у межах Кайського реліктового гаю в Свердловському районі міста Іркутська, за 70 км на захід від озера Байкал. Це єдиний ботанічний сад в Іркутській області і в усьому Байкальському регіоні, включений у Міжнародний реєстр ботанічних садів світу, його міжнародний ідентифікаційний код BAIKL.
Сад має найбільшу в регіоні флористичну колекцію (понад 5000 таксонів рослин). Ботанічний сад широко використовується як навчально-наукова база колективного користування для різних факультетів Іркутського університету, а також інших вишів з широкого спектра спеціальностей (від ботаніки, зоології, екології, агрономії, ґрунтознавства до ландшафтної архітектури, ландшафтного дизайну, менеджменту, економіки, математики, інформатики, психології, сервісу і реклами, туризму, соціальних наук, соціології і т. ін.).

## Колекції

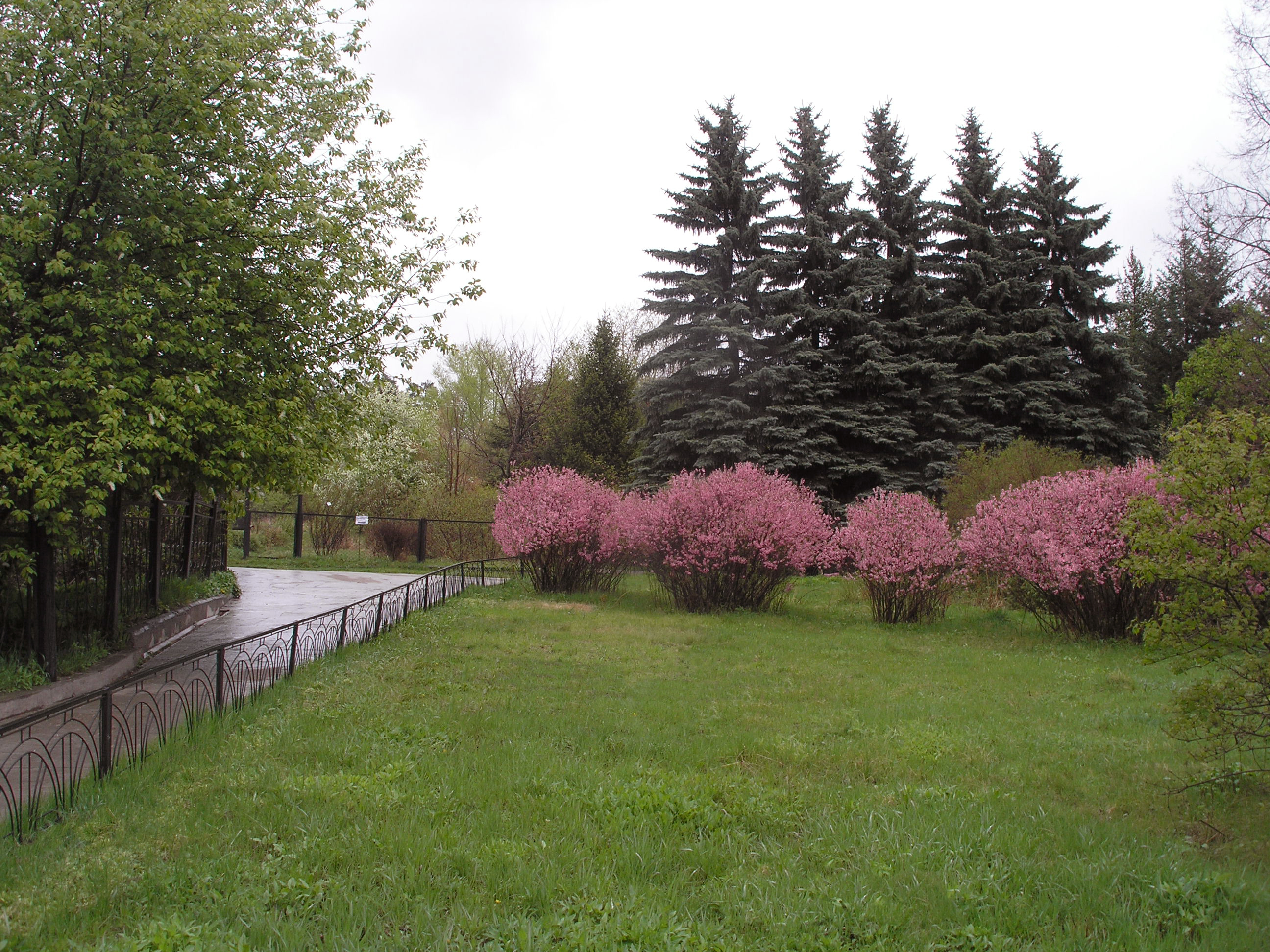
Навесні в ботанічному саду. На передньому плані — екзотичні кущі квітучої реліктової сибірської рослини Prunus pedunculata, на задньому плані — великі дерева ялини колючої.

### Колекція тропічних і субтропічних рослин
Ботанічний сад спеціалізується здебільшого на азійських рослинах, тут ростуть такі рідкісні рослини, як
Amentotaxus yunnanensis, Amentotaxus argotaenia, Cupressus vietnamensis, Nageia fleuryi, Nageia nagi, Nageia wallichiana, Podocarpus deflexus, Cunninghamia lanceolata, Cephalotaxus alpina, Cephalotaxus fortune, Cephalotaxus harringtonii. Однак тут успішно культивуються і рослини з інших частин світу, зокрема — Csapodya splendens (синонім Deppea splendens), ендемік штату Чіапас (Мексика), який повністю зник з природи.

### Дендрологічна колекція
У колекції представлені переважно деревні рослини лісової зони північної півкулі. При цьому переважають основні породи хвойних, дрібнолистих і широколистяних лісів Євразії та Північної Америки. Колекція деревних рослин відкритого ґрунту містить 369 видів і внутрішньовидових таксонів (з них 251 вид або підвид і 118 сортів), що відносяться до 82 родів 32 родин. Домінують види, які ростуть у Сибіру — 74 види, представники далекосхідної флори — 57 видів, європейської — 52 види, північноамериканської — 37 видів, східно-азійської — 28 видів, середньоазійської — 3 види, гібриди культурного походження — 118 сортів.

### Колекція трав'янистих рослин
Колекція трав'янистих багаторічників містить 486 видів 144 родів 48 родин. У колекції представлені рослини, що походять з різних регіонів, у тому числі: з Європи і Кавказу походять 143 види, зі Східної Азії (Китаю і Далекого Сходу) — 91 вид, Північної Америки — 50 видів. Тут вирощується 13 видів, включених до Червоної книги Росії. З них Anemone baicalensis, Cypripedium calceolus, Cypripedium macranthon, Rhodiola rosea є представниками місцевої флори.

### Колекція лікарських рослин
Початок колекції було покладено 2017 року, коли були посаджені перші рослини, серед яких Achyranthes bidentata, Bupleurum chinense, Taraxacum mongolicum, Iris domestica, Isatis tinctoria.

### Колекція плодово-ягідних культур
Колекція плодових рослин нараховує близько 250 сортів і форм яблуні, груші, горобини, сливи, вишні та абрикос, що ведуть своє походження з європейської частини Росії, Азії (у тому числі, Китаю) і Північної Америки. Основна увага приділяється вирощуванню груші, як рідкісної в умовах Східного Сибіру культури.

## Галерея

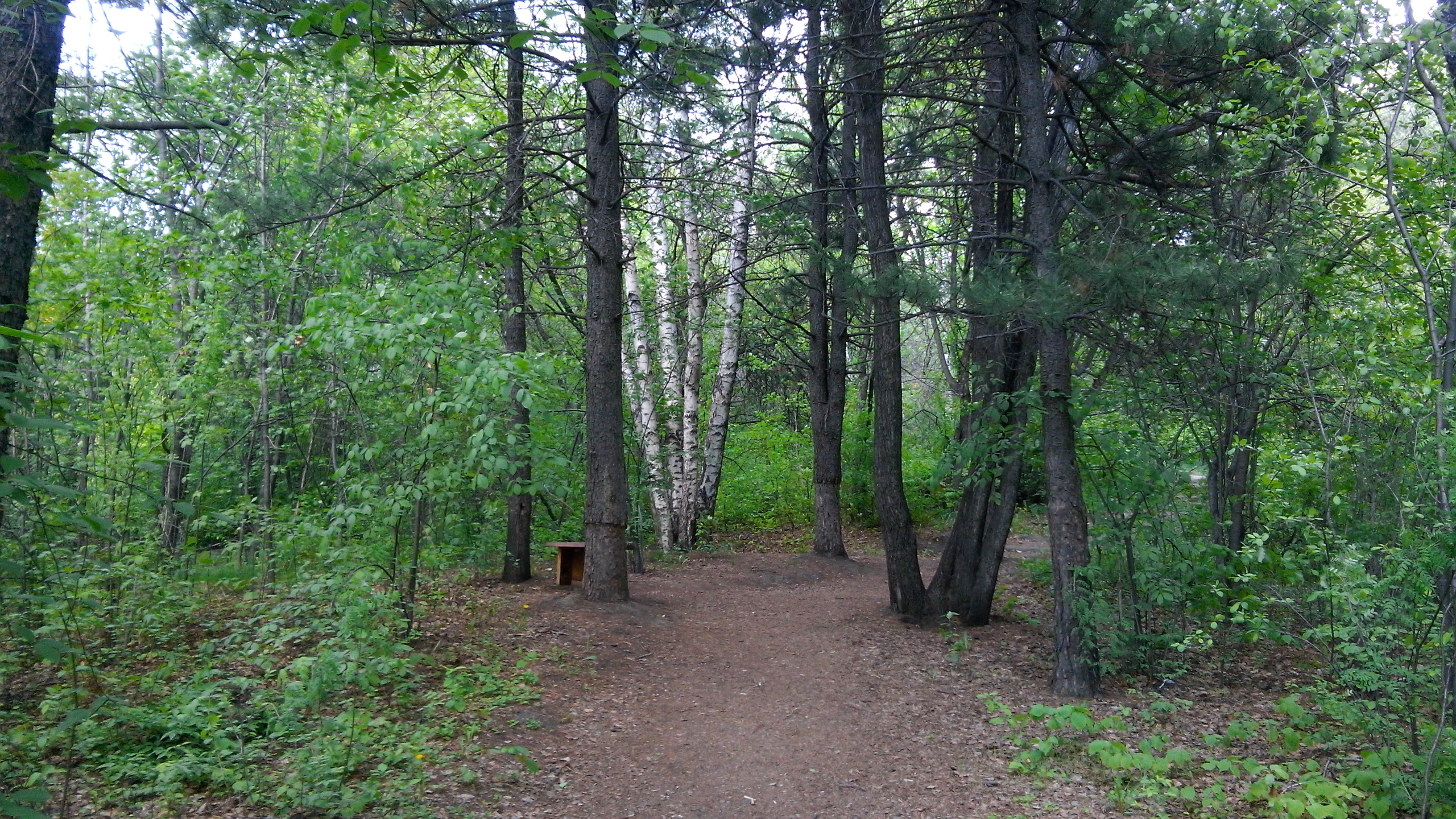
У ботанічному саду
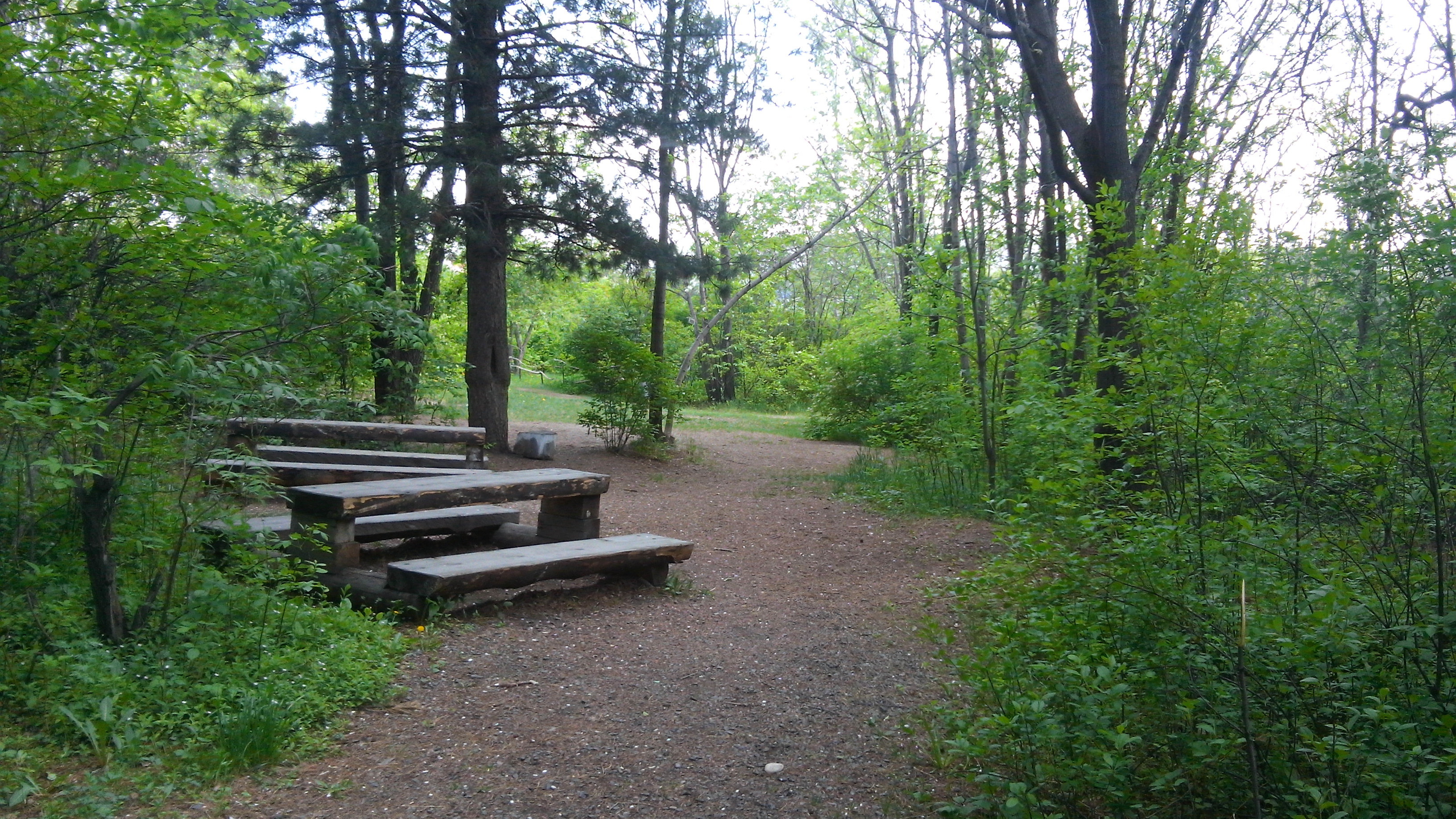
Лавка
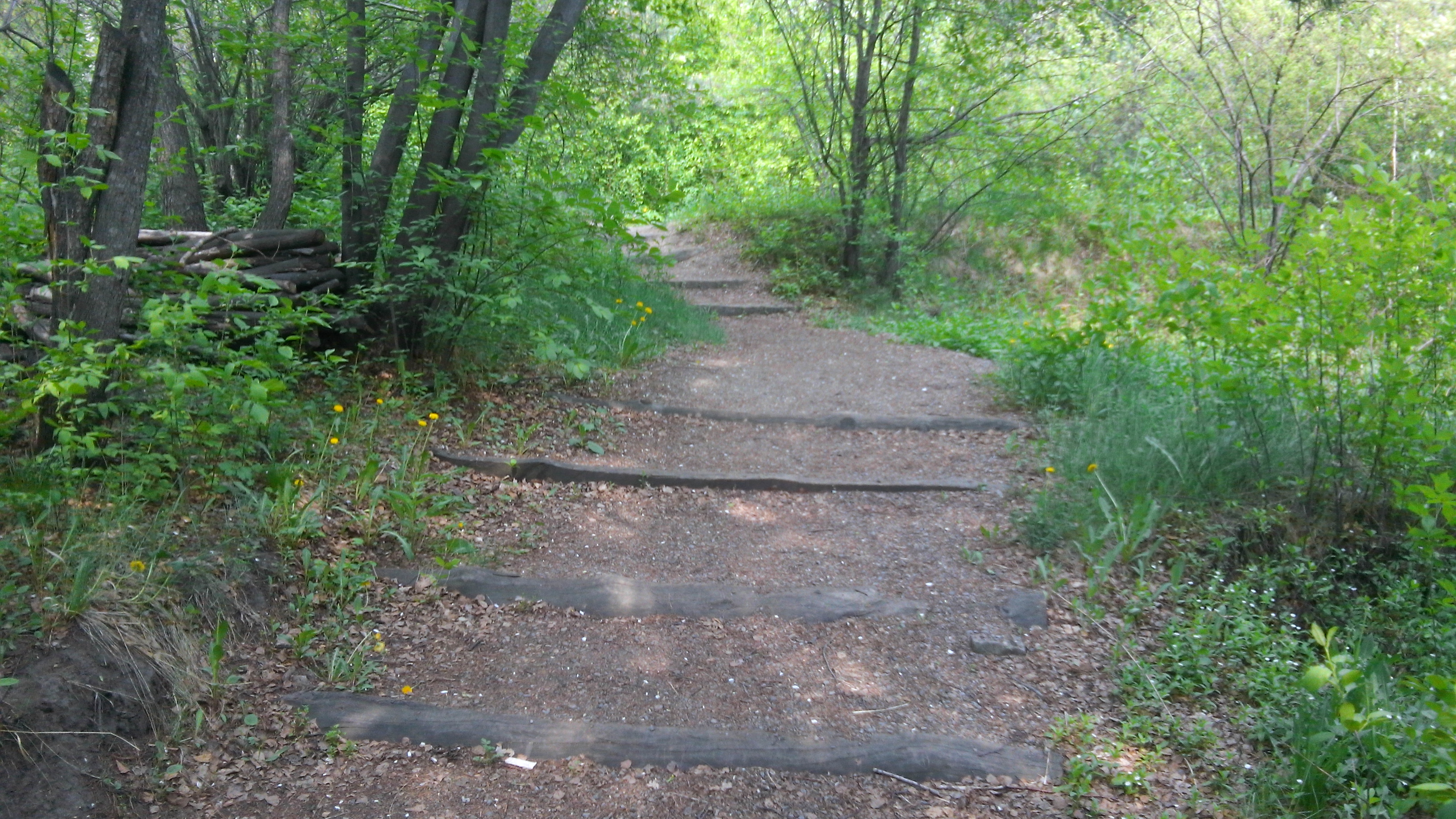
Стежка